# Skład podatkowy
Skład podatkowy – miejsce, w którym określone wyroby akcyzowe są: produkowane, magazynowane, przeładowywane lub do którego wyroby te są wprowadzane, lub z którego są wyprowadzane – z zastosowaniem procedury zawieszenia poboru akcyzy. W przypadku składu podatkowego znajdującego się na terytorium kraju miejsce to jest określone w zezwoleniu wydanym przez właściwego naczelnika urzędu celno-skarbowego.
Do Polski definicje składu podatkowego wprowadziła po raz pierwszy ustawa z 23 stycznia 2004 r. w związku z wejściem Polski do Unii Europejskiej. Jest to instytucja charakterystyczna dla wspólnotowego systemu podatku akcyzowego. Ma na celu umożliwienie swobodnego przemieszczania wyrobów akcyzowych pomiędzy państwami członkowskimi bez obowiązku zapłaty podatku do momentu wprowadzenia ich do konsumpcji.
Składem podatkowym jest takie miejsce, które zostało uznane za skład podatkowy w zezwoleniu wydanym przez właściwego naczelnika urzędu celnego. Zezwolenie takie jest wydawane na pisemny wniosek zainteresowanego podmiotu, gdy spełni on określone przez prawo warunki. Może być wydane na czas oznaczony, nie dłuższy niż 3 lata, albo na czas nieoznaczony.
Istnieją składy podatkowe produkcyjne, magazynowe i produkcyjno-magazynowe. Składy produkcyjne, są to składy, w których prowadzona jest działalność produkcyjna wyrobów akcyzowych, mogą one też być w nim magazynowane (ale gdy jest to powiązane z procesem produkcyjnym). W magazynowym składzie podatkowym, wyroby akcyzowe mogą być tylko magazynowane. W składzie produkcyjno-magazynowym wyroby akcyzowe mogą być produkowane i magazynowane. Przy czym magazynowane wyroby nie są bezpośrednio związane z czynnościami produkcyjnymi prowadzonymi w składzie.
Skład podatkowy działa w oparciu o regulamin funkcjonowania składu podatkowego. Projekt tego regulaminu przedkłada się wraz z wnioskiem o zezwolenie na prowadzenie składu podatkowego. Właściwy naczelnik urzędu celnego przy wydawaniu zezwolenia zatwierdza regulamin funkcjonowania składu podatkowego. Zatwierdzenia wymaga również każda zmiana regulaminu.
Regulamin powinien zawierać następujące elementy:

1) zasady funkcjonowania składu podatkowego;

2) wykaz wyposażenia składu podatkowego niezbędnego do:

a) prowadzenia działalności gospodarczej,

b) wykonywania kontroli wyrobów akcyzowych, na podstawie odrębnych przepisów,

c) wykonywania prac magazynowych oraz przeładunkowych;

3) opis stosowanych zabezpieczeń technicznych;

4) opis urządzeń służących do produkcji i magazynowania wyrobów akcyzowych oraz technologii stosowanych w składzie podatkowym;

5) opis infrastruktury technicznej, sanitarnej i komunikacyjnej;

6) wskazanie wyrobów bezpośrednio służących do produkcji finalnej